# Gudrun Schyman
Gerd Gudrun Maria Schyman, née le 9 juin 1948 à Täby, est une femme politique suédoise. De 1993 à janvier 2003, elle est présidente du Parti de gauche. Elle doit quitter ses fonctions à la suite d'accusations de fraude fiscale, mais reste membre du Parti de gauche jusqu'en 2004. Elle quitte alors le parti pour s'engager dans le mouvement féministe suédois, et fonde alors l'Initiative féministe. De 1988 à 2006, elle est membre du Parlement suédois (Riksdag), ce comme députée indépendante à partir de 2004.

## Biographie
Gudrun Schyman commence sa carrière politique au sein de la Ligue de combat marxiste-léniniste pour le parti communiste suédois (en). Elle entre en 1977 au Parti de gauche – Les communistes (Vänsterpartiet Komunisterna), renommé Parti de gauche en 1990, et est élue présidente du parti en 1993, après la fin de la guerre froide et la chute de l'Union soviétique.
Sous sa présidence, le nombre des députés du Parti de gauche au parlement double en raison de ses appels aux électeurs. Le féminisme devient un fondement idéologique du parti. En 2003, elle est accusée d'avoir trompé l'administration fiscale en essayant d'obtenir des déductions d'impôts illégales. Elle doit alors démissionner; son successeur provisoire est Ulla Hoffmann.
En octobre 2004, Gudrun Schyman propose l'introduction d'un nouvel impôt que paieraient tous les hommes en compensation des dépenses publiques liées aux violences conjugales. Elle déclare à ce sujet: « Nous devons conduire une discussion qui amène les hommes à comprendre qu'ils portent une responsabilité financière collective ».
Durant l'été 2005, elle fonde le parti Initiative féministe, avec Ebba Witt-Brattström, spécialiste en littérature, Tiina Rosenberg, enseignante-chercheuse en Gender studies et militante homosexuelle, et Sofia Karlsson, étudiante et femme politique. Elles sont bientôt rejointes par Devrim Mavi, militante féministe et antiraciste d'origine turque. Lors des élections législatives de 2006, le parti atteint 0,68 % des voix, loin de la barre des 4 % permettant l'entrée au Parlement.